# The Price of Peace (film 1912)
The Price of Peace è un cortometraggio muto del 1912 diretto da Lois Weber che firma anche la sceneggiatura. Protagonisti del film, la stessa regista e Phillips Smalley.

## Trama
Dopo la morte della moglie, un uomo è ossessionato dal ricordo di lei e dei suoi ultimi momenti. Per dimenticare, cerca di annullarne la memoria perdendosi in una ridda di esperienze che lo portano sempre più vicino alle porte dell'inferno. Ma la memoria di lei riesce a vincere anche quel carosello infernale e l'uomo pensa adesso di potersi di nuovo riunire alla sua amata giungendo a una soluzione definitiva. Armato di una pistola, si aggira solitario nei boschi, deciso a porre fine a quel tormento quando incontra i monaci di un vicino monastero che ascoltano la sua storia. Libero dalla propria ossessione, l'uomo entra nel monastero, dove lo invade finalmente un senso di pace, quella pace tanto cercata in tutto quel tempo.

## Produzione
Il film fu prodotto dalla Rex Motion Picture Company.

## Distribuzione
Distribuito dalla Universal Film Manufacturing Company, il film - un cortometraggio in una bobina - uscì nelle sale cinematografiche statunitensi il 6 giugno 1912.